# ناحیه فیذراستون، شهرستان گودهیو، مینه سوتا
ناحیه فیذراستون (به انگلیسی: Featherstone Township) یک منطقهٔ مسکونی در ایالات متحده آمریکا است که در شهرستان گودهیو، مینه‌سوتا واقع شده‌است.
 ناحیه فیذراستون ۹۲٫۹ کیلومتر مربع مساحت و ۷۸۵ نفر جمعیت دارد و ۳۳۰ متر بالاتر از سطح دریا واقع شده‌است.